# Sistem za hlađenje motora
Za vreme rada motora se na svaka dva obrtaja kolenastog vratila obavi po jedno sagorevanje. Prilikom sagorevanja oslobađa se velika količina toplote. Da bi se motor zaštitio štetnog delovanja visoke temperature neophodno je da se vrši njegovo hlađenje u toku rada. U tu svrhu se koriste uređaji za hlađenje koji se mogu svrstati u dve grupe:
- uređaje sa vazdušnim hlađenjem*
- uređaje sa hlađenjem pomoću rashladne tečnosti*

## Hlađenje pomoću vazduha
Hlađenje vazduhom se pretežno koristi na motorima manje snage. Na ovakvim motorima se postavljaju rebra da bi se dobila što veća dodirna površ hlađenja. Da bi se povećao efekat rashlađivanja, neophodno je povećati pritisak i brzinu strujanja vazduha. Povećanje brzine strujanja se postiže korišćenjem ventilatora koji dobija pogon od kolenastog vratila motora preko klinastog remena. Broj okretaja ventilatora treba da bude stalan, pa remen (kaiš) treba da bude uvek pravilno zategnut. Rebra na bloku i glavi motora ne smeju biti zamašćena od ulja niti zaprljana od prašine, jer se tako sprečava strujanje vazduha, a time i hlađenje motora.

## Hlađenje pomoću rashladne tečnosti
Kod motora hlađenih pomoću rashladne tečnosti se nalaze kanali u bloku i glavi motora kroz koje struji tečnost (voda). Kanali se nalaze u neposrednoj okolini zagrejanih mesta na motoru. Hlađenje rashladnom tečnošću je kružno prinudno hlađenje. Koristi se pumpa koja prouzrokuje strujanje rashladne tečnosti, ventilator, hladnjak i termostat. Vod sa termostatom se koristi za brzo dostizanje radne temperature motora. Skraćeni put rashladne tečnosti se koristi samo dok se ne dostigne radna temperatura, a obilazni put preko hladnjaka se koristi tek kada se motor jače zagreje. Voda prima u sebe toplotu sa zagrejanih mesta, od čega se i sama zagreje i tako zagrejana prelazi u hladnjak motora u kome s ohladi, pa se tako ohlađena ponovo vraća u motor da opet primi toplotu. Prema tome rashladna tečnost stalno kruži od motora do hladnjaka i natrag.

## Pumpa za vodu (rashladnu tečnost)
Uloga pumpe vode je da poveća brzinu strujanja rashladne tečnosti kroz sistem. Najčešće je centrifugalnog tipa. Pumpa se sastoji od: kućišta, rotora sa lopaticama, dovodnih i odvodnih cevi za vodu i remenice. Voda kroz cev ulazi u sredinu obrtnog kola pumpe koja se obrće velikom brzinom. Obrtno kolo zahvata vodu lopaticama, a voda usled centrifugalne sile beži ka obodu, gde se u jednom kanalu skuplja i odatle pod pritiskom odlazi u motor. Pumpa najčešće dobija pogon preko zajedničkog vratila sa ventilatorom preko klinaste remenice. U slučaju nedovoljne zategnutosti ventilatorskog remena, broj obrtaja pumpe i ventilatora je manji pa je i hlađenje lošije. Ventilatorski remen je pravilno zategnut kada se pod normalnim pritiskom palca ulegne od 1,5 do 2 centimetra.

## Hladnjak
Služi da se voda za hlađenje, koja iz motora dolazi zagrejana, u njemu ohladi, da bi se ponovo vratila u motor. Hladnjak se sastoji od: komore za vodu koja dolazi iz motora, otvora za sipanje vode, prelivne cevi za višak vode, saće hladnjaka, donje komore za rashlađenu vodu, zavese za regulisanje hlađenja i dr. Saće čini njegov najvažniji deo jer se u njemu obavlja hlađenje. Tu se nalazi veliki broj tankih cevčica vertikalno postavljenih. One su izgrađene od materijala koji se brzo zagreva i hladi ( Al, Cu ). Popreko na cevčice se postavljaju limeni listići koji povezuju cevčice, i sluze za povećanje dodirne površine sa vazduhom. U toku rada motora treba voditi računa da se ne skupljaju nečistoće koje bi ispunile saće i smanjile kapacitet hlađenja, zato ga povremeno treba čistiti. Topla voda dolazi u gornju komoru, pada vertikalno kroz saće i ohlađena se skuplja u donju komoru, odakle nastavlja put ka motoru.

## Termostat
Termostat se sastoji od: kućišta termostata, ventila, harmonike u kojoj se nalazi alkohol ili etar kao lako ispariva tečnost koja se brzo širi na povišenoj temperaturi. Kada je motor hladan voda se kreće kraćim putem iz šupljine bloka i glave motora do termostata od kojeg se vraća u pumpu. Kada se postigne radna temperatura, alkohol počinje da se širi u rastegljivoj membrani i počinje podizati ventil koji omogućuje proticanje vode prema hladnjaku. Kada se temperatura smanji, termostat se zatvara i tako održava radnu temperaturu vode. Voda treba da je čista, bez primesa karbonata koji se talože na zidove šupljina motora. Tada se smanjuje prolaz vode i kapacitet hlađenja.

## Tečnost za hlađenje motora
Kao tečnost za hlađenje se najčešće upotrebljava voda. Zimi, ako se vozilo ostavlja napolju, voda iz uređaja za hlađenje se mora ispustiti. Zamrzavanje vode će uzrokovati pukotine na bloku i glavi motora, zato što led ima veću zapreminu od vode u tečnom stanju. Da bi se to sprečilo u rashladni sistem se sipa tečnost koja ima nižu tačku mržnjenja. Najčešće se koristi mešavina vode i etilen-glikola poznata kao antifriz.
1. ↑  Radojević, Rade (2005). Mehanizacija poljoprivrede. Beograd: Poljoprivredni fakultet.
2. ↑  Savić, Milivoje; Vujadinović, Vojislav (2003). Poljoprivredna tehnika. Beograd: Zavod za udžbenike.
3. ↑  Komarčević, Dragoslav; Savić, Milivoje; Vujadinović, Vojislav (1995). Motori. Beograd: Zavod za udžbenike.